# Works, Vol. 2
Works, Volume 2 – también conocido como The White Album (en español El álbum blanco) – es el octavo álbum de la banda británica Emerson, Lake & Palmer, editado el 10 de noviembre de 1977, secuela del primer volumen, editado el 25 de marzo de ese mismo año, aunque – a diferencia de aquel, que era doble – éste consta de un solo disco. Es su sexto álbum de estudio.

## Piezas

### Lado A
| N.º | Título                                                                               | Escritor(es)                                       | Duración |  |
| 1.  | «Tiger in a Spotlight»                                                               | Peter Sinfield Carl Palmer Greg Lake Keith Emerson | 4:36     |  |
| 2.  | «When the Apple Blossoms Bloom in the Windmills of Your Mind I'll Be Your Valentine» | Keith Emerson Greg Lake Carl Palmer                | 4:00     |  |
| 3.  | «Bullfrog»                                                                           | Ron Aspery Colin Hodgkinson Carl Palmer            | 3:53     |  |
| 4.  | «Brain Salad Surgery»                                                                | Peter Sinfield Greg Lake Keith Emerson             | 3:10     |  |
| 5.  | «Barrelhouse Shake-Down»                                                             | Keith Emerson                                      | 3:53     |  |
| 6.  | «Watching Over You»                                                                  | Peter Sinfield Greg Lake                           | 4:00     |  |

### Lado B
| N.º | Título                          | Escritor(es)                                                            | Duración |  |
| 1.  | «So Far to Fall»                | Keith Emerson Greg Lake Carl Palmer Peter Sinfield                      | 5:00     |  |
| 2.  | «Maple Leaf Rag»                | Scott Joplin - arr.: Keith Emerson con la London Philharmonic Orchestra | 2:04     |  |
| 3.  | «I Believe in Father Christmas» | Peter Sinfield Greg Lake Serguéi Prokófiev                              | 3:21     |  |
| 4.  | «Close But Not Touching»        | Carl Palmer                                                             | 3:23     |  |
| 5.  | «Honky Tonk Train Blues»        | Meade Lux Lewis                                                         | 3:12     |  |
| 6.  | «Show Me the Way to Go Home»    | Jimmy Campbell Irving King                                              | 3:32     |  |

## Músicos
- Keith Emerson – teclados
- Greg Lake – voz, bajo, guitarra eléctrica y acústica
- Carl Palmer – batería, percusión